# Élections municipales de 2008 dans le Territoire de Belfort
Les élections municipales françaises de 2008 ont eu lieu le 9 et 16 mars 2008. Le département du Territoire de Belfort compte alors 102 communes.

## Maires élus
Les maires élus à la suite des élections municipales dans les communes de plus de 4 500 habitants :
| Communes   | Population | Maire élu en 2001       | Parti | Parti | Maire élu        | Parti | Parti |
| ---------- | ---------- | ----------------------- | ----- | ----- | ---------------- | ----- | ----- |
| Belfort    | 50 863     | Jean-Pierre Chevènement |       | MRC   | Étienne Butzbach |       | PS    |
| Delle      | 6 113      | Pierre Oser             |       | PS    | Pierre Oser      |       | PS    |
| Beaucourt  | 5 055      | Antoine Morandini       |       | DVD   | Cédric Perrin    |       | UMP   |
| Valdoie    | 5 000      | Robert Bolle Redat      |       | PS    | Michel Zumkeller |       | UDI   |
| Bavilliers | 4 783      | Daniel Lanquetin        |       | MRC   | Daniel Lanquetin |       | MRC   |

## Résultats en nombre de mairies de plus de4 500habitants
| Partis               | Partis                               | Maires sortants | Maires élus | Évolution     |
| -------------------- | ------------------------------------ | --------------- | ----------- | ------------- |
|                      | Parti socialiste                     | 2               | 2           | en stagnation |
|                      | Mouvement républicain et citoyen     | 2               | 1           | -1            |
| Total gauche         | Total gauche                         | 4               | 3           | -1            |
|                      | Union pour un mouvement populaire    | 0               | 1           | +1            |
|                      | Union des démocrates et indépendants | 0               | 1           | +1            |
| Total droite         | Total droite                         | 0               | 2           | +2            |
| Total Sans Étiquette | Total Sans Étiquette                 | 1               | 0           | -1            |
| Total                | Total                                | 5               | 5           |               |